# Mamuralia

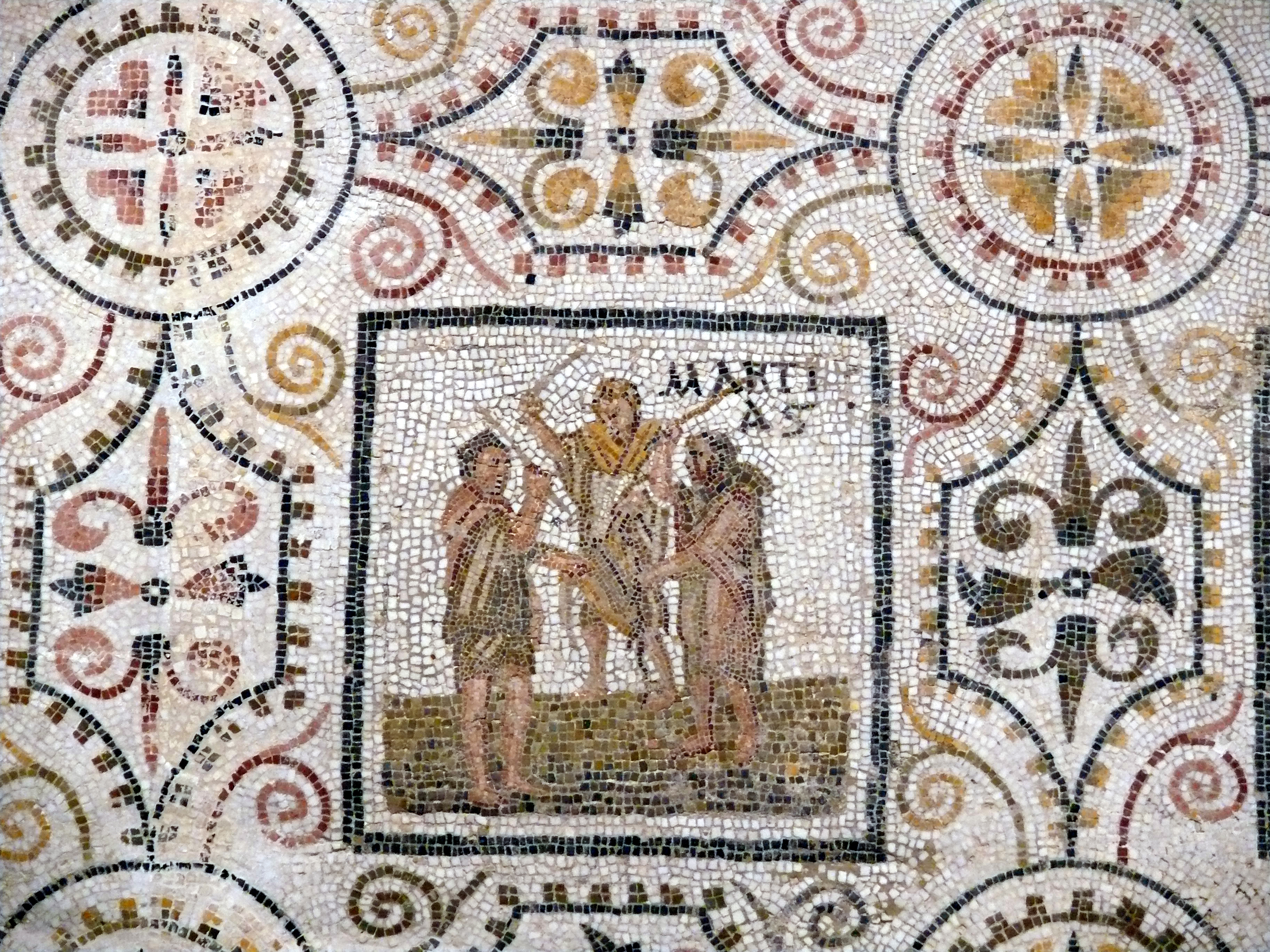
Březen na římské mozaice zpodobněný jako bití Mamuria holemi, tuniský El-Džem, 3. století

Mamuralia byl ve starověkém římském náboženství svátek spojený s kultem Marta a slavený 14. nebo 15. března. Později splynul s dostihem na počest Marta zvaným Equirria, konaným 14. března. Svátek byl spojen s bájným řemeslníkem Mamuriem Veturiem, který byl v pozdní formě slavnosti vyháněn jako zpodobnění zimy.
Podle George Dumézila vzývání Mamuria v Písni saliů odpovídá vzývání bohů-řemeslníků ve védských hymnech.

## Mamurius Veturius
Podle Plútarcha a Ovidia za vlády bájného krále Numy spadl z nebe posvátný Martův štít a Mamurius Veturius na příkaz krále vytvořil jeho jedenáct dokonalých kopií, aby tak ochránil originál před odcizením. Za odměnu byl oslavován v Carmen saliare „písni saliů“, kněžský sbor saliů také ochraňoval všech dvanáct štítů – zvaných ancilia v Martově chrámu. Mamurius měl být též tvůrcem bronzové sochy Vertumna. Mamurius může být totožný se samotným Martem, jak tomu napovídá oskánské jméno tohoto boha Māmers.

## Svátek
Během Mamuralií vynášeli saliové Martovy posvátné štíty – ancilia, z Regie a tančili s nimi po městě složitý tanec zvaný tripudium. Obřady se nejspíše podobaly těm konaným o březnových kalendách a o Quinquatru slavených 19. března, během druhého svátku byly posvátné štíty také rituálně očištěny.
Z pozdní antiky pocházejí zprávy o Mamuraliích, kde Mamurius vystupoval jako negativní postava – ztělesnění zimy a negativních sil. V tomto případě při slavnosti figuroval muž zosobňující Mamuria, který byl oblečen do kožešin a byl bit bílými pruty, bylo na něj pokřikováno a nakonec byl vyhnán z města. Takovýto průběh však Mamuralie pravděpodobně měly až v době císařské.